# Teòdot (governador)
Teòdot (grec antic: Θεόδοτος, llatí: Theodotus) fou un oficial macedoni al servei de Lisímac de Tràcia que va viure als segles iv aC i iii aC.
Lisímac li va encarregar el govern de la ciutadella de Sardes (Lídia), que durant un temps va resistir els atacs de Seleuc I Nicàtor l'any 281 aC. Finalment Seleuc va oferir una recompensa de 100 talents pel cap de Teòdot i aquest va començar a sospitar dels seus subordinats fins que finalment va obrir ell mateix les portes de la ciutadella a Seleuc, segons que explica Poliè.